# Næsseslottet
Næsseslottet ved Furesøen blev opført i 1783 af storkøbmanden Frédéric de Coninck  Han købte ruinerne af en tidligere lystgård i nærheden, Dronninggaard, der var bygget i 1661 af Sophie Amalie, kong Frederik 3.s dronning. Hvem han brugte som arkitekt er ukendt, men bygningen tilskrives både Joseph Guione og Andreas Kirkerup. 
Bygningen blev opført i Louis Seize-stil i midten af en park med 8 lige udsigtslinier, der var blev anlagt 100 år tidligere. Arealet strækker sig mod øst til Kongevejen og Rudersdal.
De Coninck var fra Flandern og ansatte en landskabsarkitekt, Henri Devon – ligeledes fra Flandern – til at forestå arbejdet med parken. Han fik stor inspiration fra den sydengelske herregårdspark, og det blev til Danmarks første romantiske have. Den blev beplantet med eksotiske træer, hvoraf mange stadig eksisterer, og der blev anlagt slyngede stier og herlige udsigtspunkter over Furesøen.
Udenfor den egentlige park lod bygherren det tidligere Dronninggaard Slot indrette til avlsgård. Han erhvervede også Kaningården syd for Næsset og landstedet Frederikslund.
Pavillonbygningerne i haven blev tilføjet omkring 1900 ved arkitekt Axel Berg, der samtidig restaurerede slottet.
Røde Kors brugte Næsseslottet som det første asylcenter for flygtninge i 1984.
I nyere tid er parken omkring slottet blev renoveret af Skov- og Naturstyrelsen i samarbejde med Søllerød Kommune og med støtte fra diverse fonde.
Selve slottet er blevet omdannet til et privat kontorhotel.
Adressen er nu Dronninggårds Allé 136, Holte.